# Спорт у Хорватії
Спорт в Хорватії є однією з найважливіших складових фізичної культури Хорватії і всього Балканського регіону. Хорватські спортсмени є одними з найуспішніших спортсменів Східної Європи, які виступають на Олімпійських іграх.

## Футбол
Одним з найрозвиненіших видів спорту є футбол. Хорватська збірна є першою і єдиною на даний момент збірної з колишніх югославських республік, яка завоювала медалі чемпіонату світу. Це досягнення сталося в 1998 році на першості планети у Франції. Команда Хорватії посіла друге місце в групі з Аргентиною, Ямайкою та Японією, звідки почала свій тріумфальний хід. В 1/8 фіналу «шашкових» переграли Румунію з рахунком 1:0, незважаючи на незабитий пенальті. В 1/4 фіналу були повалені чинні чемпіони Європи німці з рахунком 3:0 (авторами голів стали Роберт Ярні, Горан Влаович і Давор Шукер). У півфіналі хорвати зустрічалися з французами і у впертій боротьбі програли 1:2, але з таким же рахунком виграли матч за третє місце у Голландії. Автором того тріумфу є Мирослав Блажевич.

## Баскетбол
Баскетбол, який добре розвивався в Югославії, є дуже популярним і в Хорватії. На Олімпійських іграх 1992 року хорватські баскетболісти зайняли друге місце. У складі команди були Дражен Петрович, Тоні Кукоч, Діно Раджа, Арьян Комазец, Велімір Перасович та інші.

## Гандбол
Незважаючи на розвиненість баскетболу і футболу, найпопулярнішим видом спорту вважається гандбол. Хорватська збірна завоювала золоті медалі на Олімпіадах 1996 і 2004 років, а також виграла чемпіонат світу 2003 року. З відомих гравців, які представляли і представляють збірну на міжнародній арені, виділяються Петар Метличич, Івано Баліч, Мірза Джомба, Владо Шола, Блаженко Лацкович, Ренато Суліч, Ігор Ворі, Славко Голужа і Альваро Начинович.

## Інші види спорту
Вдало виступають хорвати і на тенісних кортах. Горан Іванішевіч свого часу був другою ракеткою світу, а Іван Любічіч посідав третє місце в рейтингу ATP. Хорватська гірськолижниця Яніца Костеліч є багаторазовою чемпіонкою світу та Олімпійських ігор з гірськолижного спорту. У стрілецькому спорті відома Сніжана Пейчич.